# E-förvaltning
E-förvaltning eller digital förvaltning är processdigitalisering inom offentlig förvaltning. Det definieras enligt en överenskommelse inom Europeiska kommissionen som "verksamhetsutveckling i offentlig förvaltning som drar nytta av informations- och kommunikationsteknik kombinerad med organisatoriska förändringar och nya kompetenser". Det innefattar att möjliggöra offentliga e-tjänster eller e-myndigheter, det vill säga att ge medborgare Internetbaserad tillgång till samhällsservice från myndigheter dygnet runt, något som i Sverige tidigare har benämnts 24-timmarsmyndighet. Myndigheten för digital förvaltning samordnar digitalisering inom svensk offentlig förvaltning.

## Namnet
Begreppet 24-timmarsmyndigheten myntades i slutet av 1990-talet och stod för en elektronisk förvaltning i medborgarnas tjänst. 
Begreppet illustrerade en vision där myndigheter var mer serviceinriktade. Service och information skulle ges via webbtjänster, så kallade e-tjänster dygnet runt.
24 timmarsmyndigheten var ett sätt att möta medborgarnas ökade krav på service och den handlar om modernisering av externt och internt IT-stöd för att skapa bättre integration mellan olika system. I grunden handlade det om att förändra metoder och system och skapa tillgänglighet till information och tjänster på enklast sätt – alltså inte bara genom dator. Genom detta kan myndigheter satsa på enklare tjänster såsom att lämna information på webbplatsen. Medborgare och företag kan därför få tillgång till de tjänster som mera tydligt skulle förbättra myndigheternas service.
Många tolkade det som att det bara handlade om att skapa nya e-tjänster, eller att myndigheter skulle vara bemannade dygnet runt. Att ordet myndighet fanns med i själva begreppet gjorde också att kommunerna inte kände sig omfattade. En annan misstolkning var att begreppet stod för en särskild myndighet med namnet 24-timmarsmyndigheten. Eftersom mötet med medborgare och företag är viktigt för hela den offentliga sektorn, och att det dessutom handlar om en intern utveckling av den offentliga sektorns organisationer, har begreppet 24-timmarsmyndigheten lämnats och ersatts av e-förvaltning. E-förvaltning är ett bredare grepp att utveckla och inte minst effektivisera offentlig förvaltning för att möta medborgares och företags förväntningar på en samverkande effektiv offentlig service.

## E-förvaltning
Målet med E-förvaltning är
- att förenkla och förbättra samhällsservicen till medborgare och företag samt
- att underlätta för medborgarna att få tillgång till information och aktivt delta i beslutsprocesser i den offentliga förvaltningen.

Förändringarna innebär ökad IT-användning och att lyfta frågor om IT-användning till en strategisk nivå, förändringarna görs också av ekonomiska skäl. 
E-förvaltning kan delas in i tre större grupper:
- E-tjänster vill man ge medborgare och företag enklare tillgång till myndigheternas information och tjänster.
- E-demokrati ska man ge medborgare och företag större möjlighet att delta i demokratiska processer samt möjligheter till interaktion med myndigheter.
- Själva den interna förvaltningen där man vill öka kvaliteten i de tjänster som myndigheterna erbjuder.

Införandet av E-förvaltning har gått mycket ojämnt. Ledningsansvaret har dessutom flyttats runt och legat på bl.a. Verket för förvaltningsutveckling (Verva), E-delegationen och PTS.

## Följande lagar påverkar särskilt vid införandet av en E-förvaltning i Sverige

### Lagen om ansvar för elektroniska anslagstavlor (1998:112)
Lagen om ansvar för elektroniska anslagstavlor, eftersom den som tillhandahåller en webbplats är ansvarig för denna. Det kanske viktigaste innehållet i lagen är: "Myndigheten är skyldig enligt lagen (1998:112) om ansvar för elektroniska anslagstavlor att ta bort meddelanden som strider mot lagar om uppvigling, hets mot folkgrupp, barnpornografi, olaga våldsskildring eller om det är uppenbart att användaren gjort intrång i lagen om upphovsrätt." 

### Dataskyddsförordningen (GDPR)
Datainspektionen inrättades i Sverige 1973, Personuppgiftslagen (1998:204) (PUL) tillkom 1998, i båda fall för att skydda människor mot att deras personliga integritet kränks genom behandling av personuppgifter. PUL ersattes 2016 av den europeiska dataskyddsförordningen (GDPR). Lagen omfattar all slags information som direkt eller indirekt kan hänföras till en fysisk person som är i livet. Vid dataregistrering krävs vanligen tillstånd från berörda personer, dock inte om registreringen krävs för att en myndighet ska uppfylla sitt uppdrag enligt lag.

### Tryckfrihetsförordningen
Enligt 2 kap. 3§ Tryckfrihetsförordningen är en handling allmän om den: 
- förvaras hos myndighet
- är inkommen till myndighet
- är upprättad hos myndighet

Internt arbetsmaterial är inte allmänna handlingar, exempelvis mycket av e-posten mellan anställda inom myndigheten. En offentlig handling är en allmän handling som inte innehåller sekretessbelagd information. Anonyma inlägg i myndigheters wikier och bloggar är att anse som allmän handling och ska omfattas av myndighetens arkiv- och dokumenthanteringsplan. Det kan lätt uppstå problem med arkivering och diarieföring av den typen av handlingar